# Pseudoetrema
Pseudoetrema é um gênero de gastrópodes pertencente a família Clathurellidae.

## Espécies
- Pseudoetrema crassicingulata (Schepman, 1913)
- Pseudoetrema fortilirata (E. A. Smith, 1879)